# ACM Queue
La ACM Queue es una revista de informática publicada por la Association for Computing Machinery (ACM). Stephen Bourne ayudó a fundar la revista cuando fue el presidente de la ACM. La revista es producida y mantenida por profesionales de informática. Está disponible en versión impresa y electrónica para miembros de la ACM y otros informáticos profesionales calificados.